# Глибоководний судновий хід «Дунай — Чорне море»
Глибоководний судновий хід «Дунай — Чорне море» (ГСХ «Дунай — Чорне море») — транспортний проєкт, який Україна виконує з 2003 для відновлення судноплавства історичним маршрутом через Кілійське та Старостамбульське (Бистре) гирла в дельті Дунаю.
З серпня 2004 року судноплавство відновлене в експериментальному режимі. Протягом 2004—2006 років під час виконання днопоглиблювальних робіт та у процесі експериментальних проведень суден проводився комплексний моніторинг щодо впливу цих робіт та проходу суден на природні комплекси.

## Значення проєкту
Необхідність реалізацій проєкту обумовлюють:
- Традиційні торгово-економічні зв'язки країн Європи у районі дунайського басейну
- Наявність в Українського Дунайського пароплавства одного з найбільших річкових флотів для перевезення вантажів VII водним міжнародним транспортним коридором ТК, доля тоннажу якого складає — 24,1 %
- Наявність потужних українських морських портів для перевантаження вантажів (загальною сумою не менше 20 млн т) у сполученні ріка-море
- Розрахункові дані експертів ЄС щодо прогнозу збільшення обсягів перевезень трасою VII водного МТК в 2-3 рази до 2015 року
- Необхідність створення альтернативи (конкуренції) румунським каналам для оптимізації пропускної можливості, зменшення витрат та підвищення якості послуг при проходженні товарів у сполучені ріка-море.

Освоєння Дунайського міжнародного транспортного коридору:
- дасть можливість використати практичні можливості морських портів та інших інфраструктурних об'єктів придунайського регіону
- дозволить задіяти потенціал промислово-транспортного комплексу як цього регіону так і потенціал промислово-транспортного комплексу на внутрішніх водних шляхах України (промислові підприємства які розташовані вздовж річки Дніпро, водних басейнів Бузько-Дніпровського і Азовського регіонів) для перевезення експортно-імпортних і транзитних вантажів,
- дозволить оптимізувати процес і схеми перевезень, більш ефективно використовувати морський і річковий транспорт,
- вирішити соціально-економічні проблеми придунайського регіону.

Перспективним є з'єднання ТК VII з коридором TRACECA. Маршрут «Чорне море — Кавказ — Центральна Азія» повинен пройти територією 7 країн і з'єднати Європу з магістралями Казахстану і Китаю.

## Опис проєкту
ГСХ «Дунай — Чорне море» має загальну довжину 170,36 км і складається з чотирьох ділянок:
- морський підхідний канал, довжиною 3,30 км, шириною по дну 85км, глибиною 7,65м БС, який проходить через морський бар у районі гирла Бистрого;
- море — Вилкове, довжиною 19,051км, шириною по дну 60м по гирлу Бистре та 120 м по Старостамбульському й Кілійському гирлах з проєктними глибинами до 7,26м БС по дну природного фарватеру;
- Вилкове — Ізмаїльський Чатал, довжиною 95,415км, природною шириною фарватера по дну 120м, природними глибинами до 7,26м БС та мінімальною глибиною на перекатах до 7,05м БС по дну природого фарватеру;
- Ізмаїльський Чатал — Рені, довжиною 54,36км, шириною не менше 120 метрів та глибиною не менше 7,26м БС по дну природного фарватеру.

Судноплавство забезпечується:
- з одностороннім рухом суден на першій ділянці через морський канал і частково на другій ділянці по гирлу Бистрому в районі Дунайського біосферного заповідника, довжиною 11,78км (6,9 % від загальної довжини суднового ходу);
- з двостороннім рухом на другій і третій ділянці, довжиною 158,58км (93,1 % від загальної довжини суднового ходу).

Повний проєкт передбачає розвиток суднового ходу, що забезпечує прохід суден з осадкою 7,2 м., що є альтернативою судноплавному Сулінському каналу на території Румунії. Перший етап будівництва забезпив прохід суден з осадкою 5,85м. Судна з такою осадкою складають близько 80 % від загальної кількості морських суден і суден ріка-море, які заходять до портів нижього Дунаю.

## Вплив на довкілля
Україна продовжує повністю виконувати процедуру заходів на підставі положень міжнародних конвенцій, зокрема Конвенції про оцінку впливу на навколишнє середовище у транскордонному контексті (Конвенція Еспоо), надаючи вичерпну інформацію з такою оцінкою Румунії та міжнародним організаціям. До МЗС Румунії, Секретаріату ЄЕК ООН, Секретаріату Міжнародної комісії із захисту р. Дунай (МКЗД), Європейської Комісії надіслано більше 20 офіційних нот та повідомлень.
За ініціативою України були тричі проведені громадські слухання за проєктом відновлення ГСХ на українській ділянці дельти: 
- за проєктом першого етапу - 3 березня 2004 у м. Вилкове
- за проєктом на повний розвиток - 17 грудня 2004 у м. Ізмаїл.
- за проєктом на повний розвиток - 20 грудня 2006 у м. Ізмаїл.

Під час проєктної підготовки та реалізації робіт була забезпечена тісна взаємодія з міжнародними організаціями, в т.ч. природоохоронними, яким була надана найдокладніша інформація про проєктні рішення і хід будівництва, а також можливість побувати на місці споруди суднового ходу (побувало понад 10 різних міжнародних делегацій). 
Україною проведені представницькі міжнародні заходи для детального наукового обговорення проєкту експертами та його розробниками: 
- Робочий семінар міжнародних експертів «Відновлення транзитного судноплавства в українській частині дельти Дунаю в умовах існування біосферного заповідника на основі міжнародного досвіду» 16-20.10. 2003, Одеса;
- Міжнародний науково-практичний семінар «Міжнародна експертиза результатів моніторингу реалізації першої черги відновлювальних робіт глибоководного суднового ходу «Дунай - Чорне море» з урахуванням впливу інших видів господарської діяльності на природні комплекси дельти Дунаю». 27-28 квітня 2005, Одеса;
- Міжнародна науково - практична конференція «Збереження та сталий розвиток дельти Дунаю» 26-28 лютого - 1 березня 2005, Одеса.

В цьому ж переліку – міжнародні консультації з оцінки впливу на навколишнє природне середовище від реалізації проєкту «Створення глибоководного суднового ходу р. Дунай – Чорне море на українській ділянці дельти. Повний розвиток».

## Теперішній стан
Починаючи з кінця 2007 року прохідна осадка становила 4,5 метра, з середини червня 2008 року — 4,8 метра. З середини липня 2009 на гирлі Бистре, завдяки роботі трьох земкараванів, прохідну осадку було збільшено до 5 метрів.

### Російсько-українська війна
Після звільнення острова Зміїний Україна змогла відкрити судноплавство гирлом Бистре. Таким чином, вдалось розблокувати шлях до українських Дунайських портів Ізмаїл, Рені та Усть-Дунайськ.
28 липня 2022 року після зіткнення з невідомим вибуховим пристроєм в гирлі Бистре мале гідрографічне судно «Шляховик», що належить державній установі «Держгідрографія», отримало пробоїну в носовій частині нижче ватерлінії. Після вибуху судно зупинилося на вході до гирла Бистре з боку Чорного моря. До нього оперативно прибули учасники рятувальної операції. Минулось без втрат, судно вдалось утримати на плаву.